# Gotthold Eisenstein
Ferdinand Gotthold Max Eisenstein (n. 16 aprilie 1823, Berlin, Regatul Prusiei – d. 11 octombrie 1852, Berlin, Regatul Prusiei) a fost un matematician german.
A adus contribuții importante în teoria formelor pătratice ternare și a formelor cubice binare.
I se atribuie o teoremă importantă privind ireductibilitatea funcției algebrice întregi.